# Jaap Kolkman
Jaap Kolkman (pseudoniem Fenand van den Oever) (Vlaardingen, 1912-1985) was een Nederlandse schrijver uit de 20e eeuw die meestal schreef over Vlaardingen, de zee en de zeevisserij, met name de haringvisserij- en walvisvaart.
In de jaren dertig en veertig van de 20e eeuw was Kolkman voorlichtingsman voor de Nederlandse visserij. Later is hij wethouder geweest bij de gemeente IJmuiden/Velsen.